# Edmund von Ostanglien

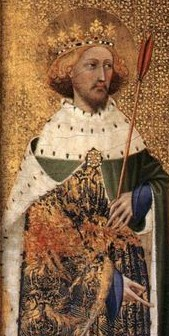
Edmund der Märtyrer, Detail aus dem Wilton-Diptychon um 1399

Edmund der Märtyrer (auch: Eadmund, Ædmund oder Eadmundus; * um 841; † 20. November 869) war von 855 bis zu seinem Tod König des angelsächsischen Königreichs East Anglia. Er wird als Märtyrer und Heiliger verehrt.

## Leben
Edmund bestieg am 25. Dezember 855 im Alter von 14 Jahren den ostanglischen Thron. Ein Jahr später wurde er am Königssitz Burva (Bures St. Mary, Suffolk) von Humbert, dem Bischof der Ostangeln, in einer feierlichen Zeremonie gesegnet und am Weihnachtstag zum König gesalbt.
Im Jahr 869 zogen die Dänen unter Ubba und Ivar Ragnarsson durch Mercia, fielen in East Anglia ein und errichteten in Thetford ihr Winterlager. Edmund griff die Dänen an und verlor in der Schlacht sein Leben. In der Folge zogen die Dänen plündernd und brandschatzend durch East Anglia.
Die Passio Sancti Eadmundi, eine spätere Quelle von Abbo von Fleury (945–1004), behauptet allerdings, dass Edmund keine Schlacht gegen die Dänen gekämpft habe, sondern den Märtyrertod gestorben sei. Die Dänen forderten, dass er seinem Glauben abschwöre. Als er sich weigerte, wurde er geschlagen, mit Pfeilen gefoltert und schließlich enthauptet. Dieser scheinbare Widerspruch wird von Historikern aufgelöst, indem von der Gefangennahme und anschließenden Hinrichtung Edmunds ausgegangen wird.
Der Sterbeort Hægelisdun wird in Hellesdon (Norfolk), Hoxne, Bradfield St. Clare oder Hollesley vermutet. Edmund wurde zunächst nahe seiner Hinrichtungsstätte beigesetzt. Über seinem Grab wurde eine kleine Kapelle errichtet.

## Verehrung

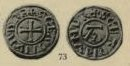
Münze zu Ehren Edmunds um 900

Bald nach seinem Tod wurde er als Märtyrer verehrt. Vermutlich spielte der Gedanke der Versöhnung zwischen den Ostangeln und den Dänen eine Rolle beim aufkommenden Kult um Edmund. Zwischen 890 und 910 geprägte Münzen des Danelag tragen seinen Namen. In den ersten Jahrzehnten des 10. Jahrhunderts wurden die Reliquien in die Abtei St. Edmund bei Bury St Edmunds überführt. Das Kloster entwickelte sich zu einem Zentrum der Verehrung Edmunds.
Die älteste Hagiografie wurde von Abbo von Fleury um 986 in Ramsey Abbey verfasst. Das Werk wird, obwohl es über ein Jahrhundert nach dem Tod Edmunds geschrieben wurde, als historisch recht zuverlässig eingeschätzt. Edmund wurde allerdings von Abbo als idealer christlicher König geschildert. Ælfric Grammaticus nutzte Abbos Passio Sancti Eadmundi als Vorlage für seine Edmund-Vita in seinen Lives of the Saints.
Sein Gedenktag wird von der katholischen, anglikanischen und orthodoxen Kirche am 20. November begangen. In der Kunst wird er in königlichen Gewändern oder in Ritterrüstung mit königlichen Insignien dargestellt. Weitere Attribute sind Bär, Baum, Pfeile und Wolf. Er gilt als Patron gegen die Pest. In England wurden über 60 Kirchen dem heiligen Edmund geweiht.